# Sigrid Spruyt
Sigrid Spruyt (Deurne, 24 maart 1964) is een Vlaams voormalig journalist en gewezen nieuwsanker.

## Loopbaan
Ze begon in 1989 te werken bij de VRT Nieuwsdienst. Van 1991 tot vrijdag 26 oktober 2007 was ze hier een vast journaalanker, eerst van het pas opgestarte middagjournaal, later ook van het 19 uur-avondjournaal.
In het najaar van 2007 besloot ze te stoppen met de presentatie van Het Journaal. De officiële reden luidde dat ze te kampen had met een hardnekkige schminkallergie, maar in interviews n.a.v. de publicatie van haar boek Dagboek van een anker in 2019 zei ze dat de echte reden was dat ze zich niet meer thuis voelde op de nieuwsdienst, dat volgens haar onder druk van de 'wil van de kijker' van een politiek in een commercieel keurslijf was terechtgekomen, met een journaal dat "de brandstof levert voor polarisatie". In haar boek rekende ze ook af met de hele VRT die naar eigen zeggen "verziekt, rot en tragisch" is. Op de werkvloer van de nieuwsredactie was volgens haar een klimaat heersen van vriendjespolitiek, nijdige rivaliteit tussen hyperambitieuze ego's, machogedrag, machiavellisme en giftig pestgedrag. Vooral haar gewezen collega-anker Martine Tanghe en Siegfried Bracke moesten het daarbij zwaar ontgelden.
Haar vervanger was Freek Braeckman, die vanaf half november 2007 het nieuwe gezicht van het journaal werd. Spruyt ging daarna aan de slag bij Radio 2 Antwerpen, een onderdeel van de VRT. In 2010 nam ze ontslag bij de VRT en is sindsdien docent Nederlands voor anderstaligen.

## Privéleven
Sigrid Spruyt is de echtgenote van de zanger Raymond van het Groenewoud. Het koppel huwde op 6 april 2009 in Brugge. Eind november 2010 verliet ze ook Radio 2 en daarmee de VRT om meer tijd te spenderen aan haar man.
Spruyt werd een van de drijvende krachten achter Outdoor Swimming Belgium, een organisatie die ijvert voort meer mogelijkheden tot vrij zwemmen in open lucht.